# 玉山小檗
玉山小檗（Berberis morrisonensis），別名：赤果小蘗、紅果小蘗。為小檗属的多年生落葉灌木，是台湾原生特有種植物。

## 分布
生長在臺灣3000公尺以上的高海拔山区，在雪山山脈、中央山脈、玉山山脈均有分布。但主要仍以中央山脈為主。生長在台灣高海拔森林界線的林緣、高山矮盤灌叢帶或岩屑地，屬於中性而略偏向陰性的植物，是小蘗屬中分布海拔最高者。

## 生長型態
為多年生落葉性灌木，生長在透光性佳的開闊地、森林、箭竹林或岩屑地。株高約1公尺，莖上有三出小刺。葉8-10片叢生，紙質狹倒卵形至倒披針形，葉長度大約1.5-2.5公分，寬度約0.5-1公分。葉緣具稀疏銳鋸齒，葉兩面同色、無毛，但有時葉片下半部會成淡淡青綠色，葉脈明顯。黄色長橢形花，3-6朵叢生於葉腋，為短圓錐花序；花柄2.5-3公分長；外部萼片呈長卵形，大約3.5公分長，1.5公分寬，而內部萼片為6公分長，3公分寬；花瓣呈橢圓狀，5-6釐米長，3-3.5公分寬；胚珠約4-9顆。紅色圓球形漿果，大約1公分長。每年4~5月春末夏初為萌芽期。花期6~7月，9~10月結果，11~12月落葉，進入休眠期過冬。